# 亚历山大·弗雷
亚历山大·弗雷（Alexander Frei，1979年7月15日—），瑞士足球运动员，司职前鋒，退役前效力于瑞士球會巴塞爾。

## 生平

### 球會
弗雷早年主要是在瑞士國內會效力，先後共打過四家，但未曾贏得一屆瑞士聯賽冠軍，只是於2001年贏過一個瑞士盃賽冠軍。自2003年起他轉投了法甲球會雷恩，首個賽季入19球，翌季打進20球。首一季在法甲射手榜中排第二，而翌季則排第一。
2006年他轉赴德國效力多蒙特，僅一季就上陣了32場入16球，即平均每兩場入一球。2007－08年球季他因傷休養了大半季，但在下半季復出後，仍然能在八場比賽中入六球。
2009，他重返瑞士球會巴塞爾。在2011年9月28日，弗雷為巴塞爾在曼聯主場攻入3球，成為史上第2名做出此成績的足球員，首位為巴西球王朗拿度。

### 國家隊
在国家队弗雷曾參加過2004年歐洲國家盃和2006年世界盃，於出戰的56场國際赛中，共打进32球，乃國家隊核心人物。2008年歐洲國家盃他只打了第一場就受傷，不能完成餘下賽事，結果在他缺陣下，瑞士便首圈出局。

## 外部連結
- 個人官方網站（页面存档备份，存于） （德文）

1. ↑  . FC Basel.   [26 January 2013]. （原始内容存档于17 February 2013） （德语）.